# Saint-Brice (Gironda)
 Saint-Brice  es una población y comuna francesa, situada en la región de Aquitania, departamento de Gironda, en el distrito de Langon y cantón de Sauveterre-de-Guyenne.

## Demografía
| 322 | 325 | 312 | 278 | 280 | 297 |
| Para los censos de 1962 a 1999 la población legal corresponde a la población sin duplicidades (Fuente: INSEE [Consultar]) |     |     |     |     |     |